# Poyang (häradshuvudort i Kina)
Poyang är en häradshuvudort i Kina. Den ligger i provinsen Jiangxi, i den sydöstra delen av landet, omkring 84 kilometer nordost om provinshuvudstaden Nanchang. Den ligger vid sjön Donghu Hu.
Runt Poyang är det ganska tätbefolkat, med 248 invånare per kvadratkilometer. Poyang är det största samhället i trakten. Trakten runt Poyang består till största delen av jordbruksmark.
Genomsnittlig årsnederbörd är 2 308 millimeter. Den regnigaste månaden är juni, med i genomsnitt 395 mm nederbörd, och den torraste är oktober, med 33 mm nederbörd.